# Мир в шести песнях
Мир в шести песнях: как музыкальный мозг создал человеческую природу (англ. The World in Six Songs) ― научно-популярная книга  американского учёного, писателя, психолога, а также музыканта и музыкального продюсера Дэниела Левитина.

## Содержание
Книга «Мир в шести песнях»  объединяет науку и искусство, чтобы показать, как музыка формировала человечество в разных культурах и на протяжении всей истории. Эта книга больше опирается на антропологию и эволюционную биологию, чем его другая книга «This Is Your Brain On Music», которая больше ориентирована на открытия в области психоакустики и нейробиологии.
Левитин выделяет шесть основных функций или типов песни (дружба, радость, комфорт, религия, знание и любовь), а затем показывает, как каждая из них по-своему способствовала развитию социальных связей, необходимых для развития человеческой культуры и общества. По сути эти шесть типов песен действуют в нашем мозгу, чтобы сохранить эмоциональную и буквальную историю нашей жизни. Левитин через песни показывает, как музыка сыграла важную роль в эволюции языка, мысли и культуры. Музыкальные примеры, от Бетховена до Битлз, от Баста Раймс до Баха, используются в поддержку выводов автора книги.
В книге использованы передовые научные исследования из лаборатории музыкального познания в Университете Макгилла; его собственный опыт в музыкальном бизнесе; и интервью с такими музыкантами, как Стинг и Дэвид Бирн, а также с дирижёрами, антропологами и биологами-эволюционистами.

## Критика
«New York Times» пишет, что книга получила похвалу от таких читателей, как сэр Джордж Мартин, Стинг, Элизабет Гилберт и Адам Гопник
. 
«Los Angeles Times» назвал книгу «мастерским». «Нью-Йорк Таймс» написала в своей рецензии: «Живая, амбициозная новая книга, сочетающие элементы которой могут вызвать чувство просветления и эйфории. Вы будете поражены благоговением».